# Sensação térmica

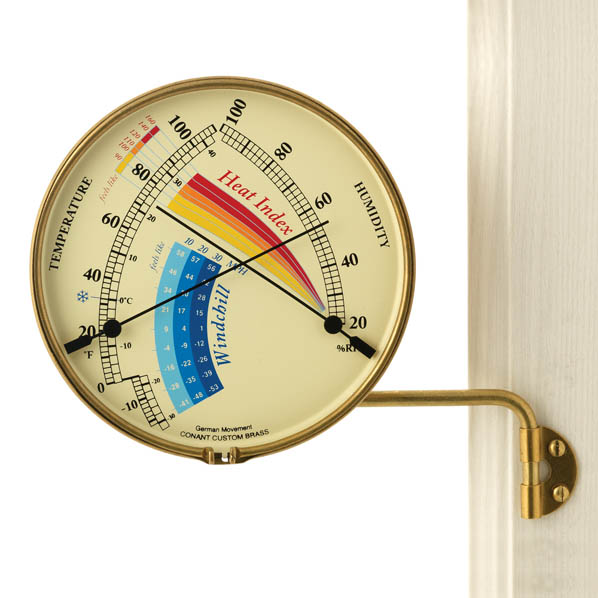
Instrumentos de medição meteorológica acoplados a tabelas para o cálculo de dois diferentes indicadores de sensação térmica.

Sensação térmica ou temperatura aparente é a forma como os nossos sentidos percebem a temperatura do ar, e que pode diferir da temperatura real. Tal se deve a condicionantes climatéricos que afetam a transferência de calor entre o corpo e o ar: como são a umidade, a densidade e a velocidade do vento.
A sensação térmica consiste em um indicador subjetivo, visto que atualmente existem mais de 160 diferentes métodos criados para calcular tal estimativa. Desta forma a sensação térmica não deve ser entendida da mesma forma que a temperatura, pois não se trata de um valor medido diretamente pelos instrumentos meteorológicos.

## O Conceito de Sensação Térmica
A pele, o nosso maior órgão, recebe as sensações que identificamos, como a dor, pressão, frio e quente (estas duas chamadas "sensações térmicas"), etc. Como exemplo, damos o vento de ar quente, que, ao bater-nos na pele parece-nos frio (devido à velocidade dele, e umidade do ar ou da pele); este ar aquecerá o espaço onde tenha entrado, contudo, enquanto é vento (enquanto tem movimento), poderá até parecer-nos frio aos sentido - ao parar deixa-nos perceber com maior realismo a sua temperatura mais elevada.
Após um banho, é normal que se sinta um pouco de frio. A evaporação de um líquido faz baixar a temperatura, por esse motivo é que há sensação de frio quando molhado. Tal fato ocorre porque a fina camada de água que adere à pele absorve uma quantidade significativa de calor, por isso ocorre a sensação de frio. Mais frio ainda é sentindo quando está ventando, pois o vento intensifica a evaporação da água, que provoca o abaixamento da temperatura corporal.
Para quem vive num clima quente, ou onde há estações quentes, o conceito de sensação térmica associada ao vento pode parecer de pouca importância, embora também aí se saiba que a brisa e o vento dão a sensação térmica de refrescamento (como já foi dito). Porém, em países mais frios, ou épocas frias, o abaixamento de temperatura causado por ventos fortes pode ser mais evidente e provocar diversos problemas sérios a um corpo pouco protegido, como por exemplo a hipotermia.
O termo sensação térmica foi popularizado após a Segunda Guerra Mundial, quando as tropas alemãs fracassaram numa tentativa de invasão à Rússia durante o seu inverno rigoroso. Foi a partir daí que o exército americano criou um índice de avaliação da sensação térmica relacionado à velocidade do vento. Esse índice popularizou-se e passou a ser divulgado juntamente com as temperaturas.